# Spoliation des œuvres d'art pendant la Seconde Guerre mondiale

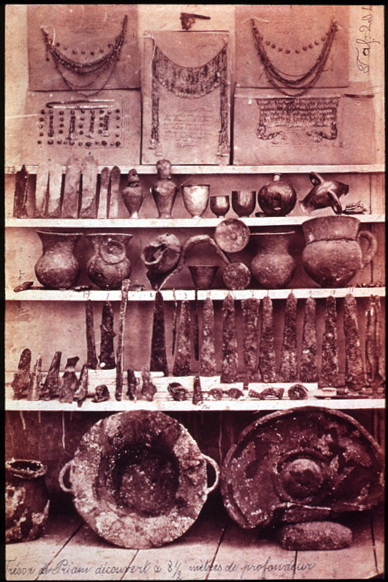
Le trésor de Priam : exposé à l'époque dans le Martin-Gropius-Bau, il est emporté à la fin de la Seconde Guerre mondiale comme prise de guerre en Russie, qui le détient toujours.

La spoliation des œuvres d'art pendant la Seconde Guerre mondiale désigne la pratique par les vainqueurs au cours du second conflit mondial, de dépouiller un État ou une personne de son patrimoine artistique, par la violence, la fraude, la ruse, ou le dol. Violant l'article 56 de la Convention de la Haye de 1907, elle est initialement le fait des pays de l'Axe (principalement l'Allemagne nazie et le Japon) qui ont pillé systématiquement les territoires occupés, puis vers la fin du conflit, de l'Union soviétique, à son tour vainqueur, sur les territoires récupérés et occupés.

## Histoire

### Japon
De 1942 à 1945, à la suite de l'invasion des Philippines, l'armée impériale japonaise et notamment le général Tomoyuki Yamashita y aurait créé des entrepôts secrets (dans des grottes, des tunnels et des complexes souterrains) dans lesquels elle stocke ses butins de guerre pris dans toute l'Asie du Sud-Est ou en Chine lors de la guerre sino-japonaise. Ce pillage aurait été organisé sur une grande échelle, par des gangsters yakuzas tels que Yoshio Kodama ou par des fonctionnaires, à la demande de l'empereur Hirohito qui a nommé son frère, le prince Chichibu, à la tête d'une organisation secrète appelée Kin no yuri (« Lys d'or ») chargée de gérer ce trésor, l'« or de Yamashita ».

### Troisième Reich

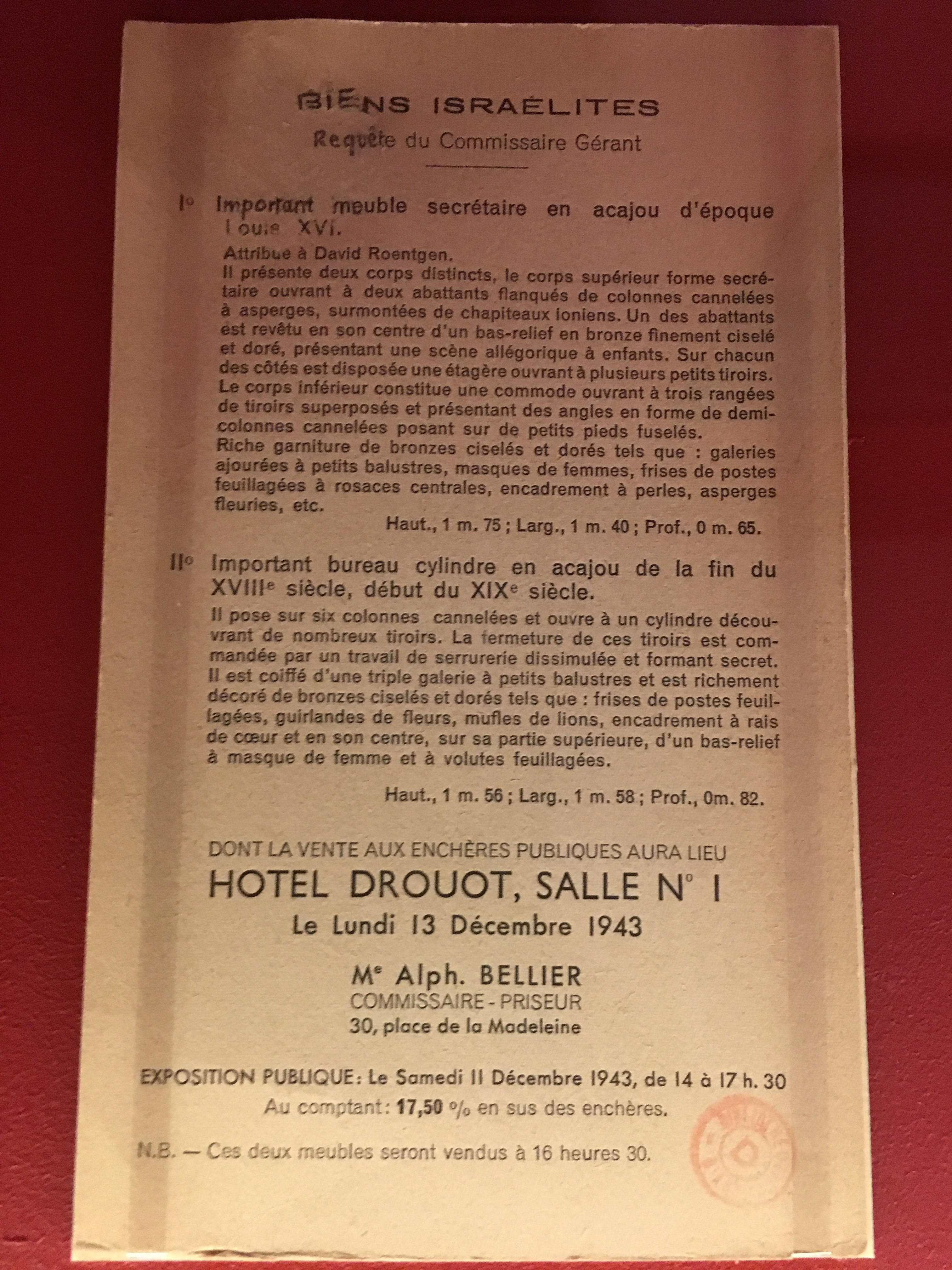
Les biens juifs spoliés étaient vendus à l'hôtel de vente Drouot par les autorités sous l'Occupation allemande. Ici une page de catalogue intitulée « Biens israélites ».

En 1940, l'Institut Rosenberg des territoires occupés, l'Einsatzstab Reichsleiter Rosenberg, avec à sa tête Alfred Rosenberg, réquisitionne le Musée du Jeu de Paume de Paris pour y regrouper les biens spoliés, où le marchand d'art Bruno Lohse sélectionne au cours d'une vingtaine d'exposition 594 pièces pour la collection personnelle d'Hermann Göring. On compte plus de 21 903 saisies en tout. Le Dienststelle Mühlmann, en Hollande fut également un point stratégique. Les Rothschilds, les Goudstikker, les David-Weill et les Schloss également[pas clair]. On retrouva également 1 148 908 pièces en Union soviétique dont certaines volées par les nazis[réf. nécessaire].

### Union soviétique
Au printemps 1945, l'armée soviétique se trouve sur le territoire allemand. Ses spoliations se font principalement sur les territoires qu'elle occupe comme l'Allemagne, la Roumanie ou la Hongrie. Généralement, ce sont les villes, villages et les fermes qui sont victimes de cette spoliation. La principale prise de guerre soviétique n'est autre que le trésor de Priam qui se trouvait dans le musée ethnologique de Berlin. Ce trésor aurait été donné par le conservateur, Wilhelm Unverzagt, à l'Armée rouge pour pouvoir le préserver des bombardements et des destructions. À partir de là, le trésor est déplacé en URSS à Moscou dans le musée Pouchkine où il est caché pendant près de 50 ans avant de refaire surface en 1994.

## Quelques exemples
- Trésor d'Eberswalde
- L'Agneau mystique
- Antea
- Trésor artistique de Munich (2012)